# Марвар

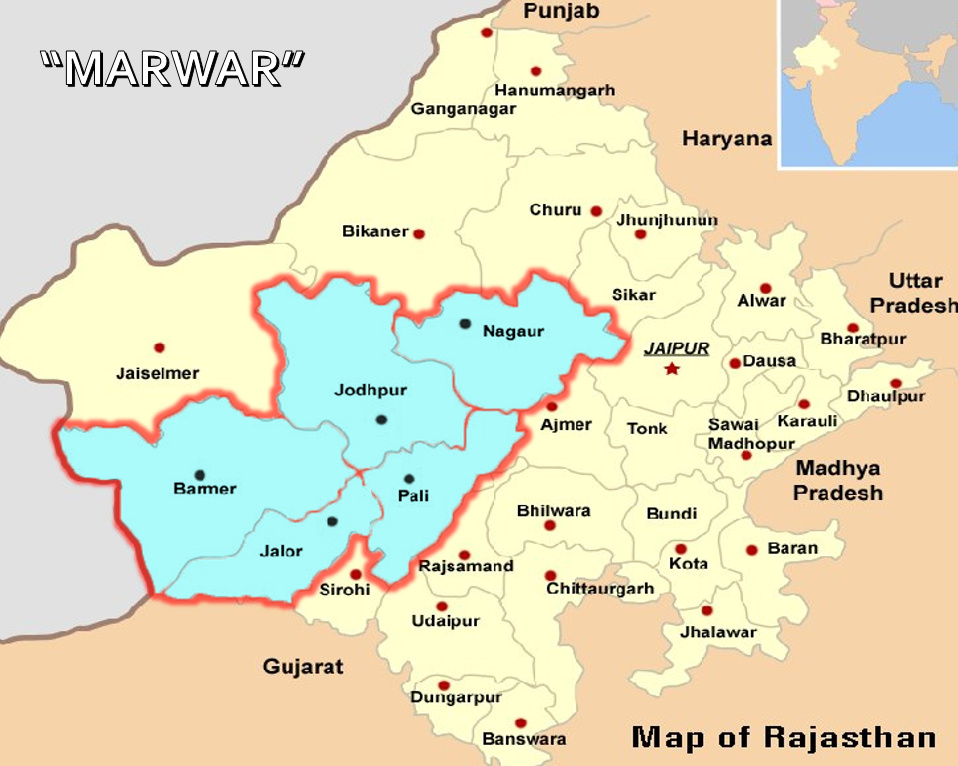

Марвар — історична область на південному заході індійського штату Раджастхан. У перекладі з санскриту топонім означає «земля смерті» — натяк на важкі для людини природні умови пустелі Тар. По Марвару протікає річка Луні. Гірський хребет Араваллі відокремлює його від області Мевар з центром в Удайпурі. Головне місто — Джодхпур.
Населяють Марвар раджпути. У ранньому середньовіччі Марвар був ядром раджпутської держави Пратіхара, столицею якої служило місто Мандор. У 13 столітті основною політичною силою Марвару став раджпутський клан Ратхурів, який збудував у Джодхпурі неприступну фортецю Мехрангарх. З цього роду походила мати могольського імператора Шах Джахана.